# ФК «Спартак» Москва в сезоне 2016/2017
Сезон 2016/2017 годов стал для футбольного клуба «Спартак» (Москва) 95-м в его истории. Команда приняла участие в 25-м чемпионате страны и в 25-м розыгрыше кубка.
Впервые с 2000 года «Спартак» по итогам первой половины чемпионата занял первое место. За три тура до конца чемпионата 2016/17 клуб гарантировал себе золотые медали, став 10-кратным чемпионом (впервые с 2001 года). Таким образом, «Спартак» принял участие в своём 40-м еврокубковом сезоне, начав выступление с группового этапа Лиги чемпионов 2017/2018, а также сыграл с «Локомотивом» в матче за Суперкубок России (в третий раз).

## Команда 2016/17

### Хронология сезона

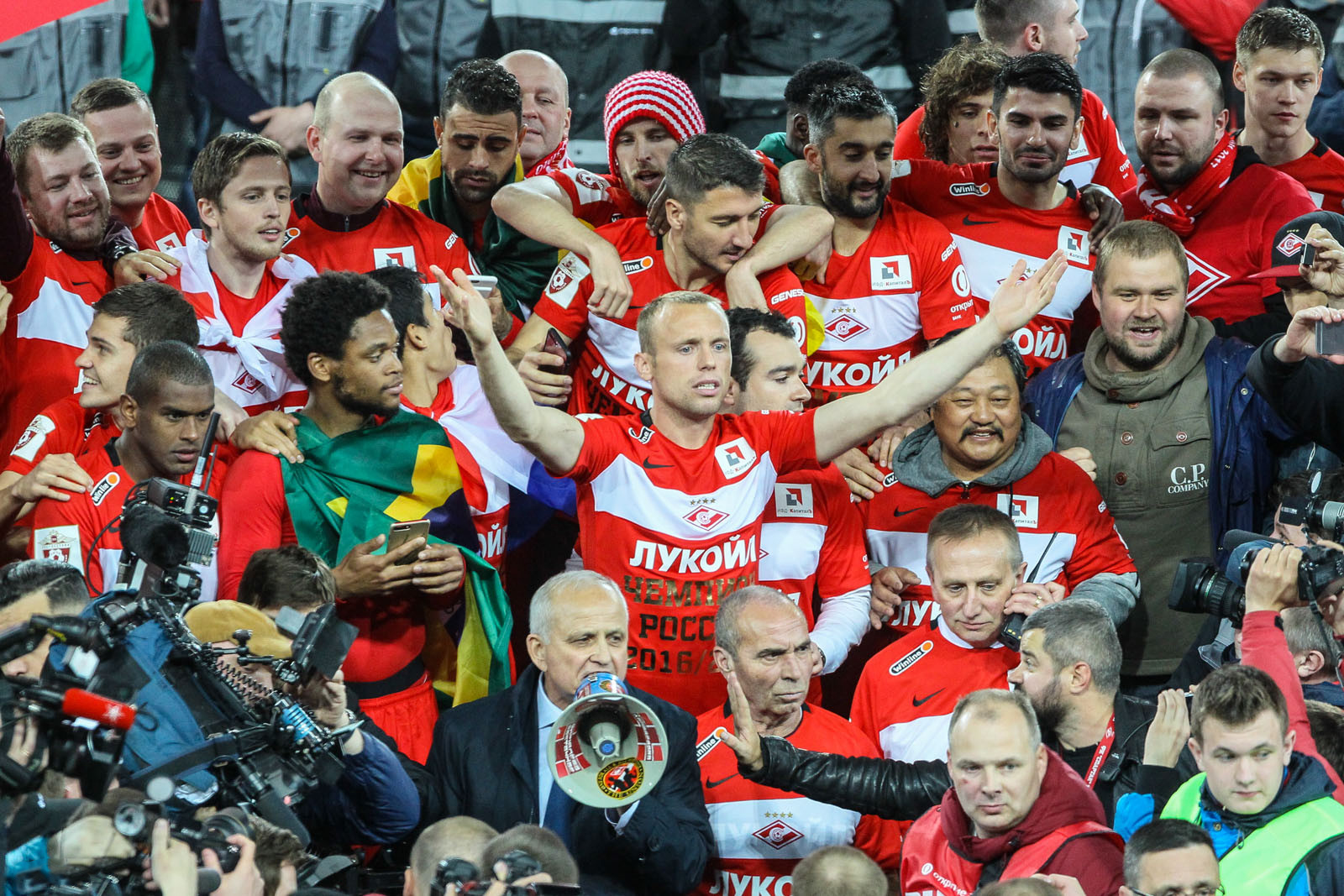
Празднование чемпионства московского «Спартака»

- После победы в 1-м туре над «Арсеналом» 4:0 «Спартак» уступил АЕКу по сумме 2 матчей в отборе к Лиге Европы, после чего Аленичев был отправлен в отставку. Исполняющим обязанности главного тренера назначен Каррера.
- После 3 тура Каррера утверждён главным тренером. «Спартак» на тот момент занимал 2-е место, уступая «Краснодару» только по разности мячей.
- Спартак возглавил таблицу в 4-м туре и сохранял эту позицию до конца первенства.
- Единственные очки, потерянные на своём стадионе — поражение от «Уфы». После этого последовал вылет из Кубка и поражение от «Зенита» на выезде. «Спартак» и «Зенит» сравнялись по очкам в таблице.
- К зимнему перерыву «Зенит» отстал на 5 очков — «Спартак» одерживал победы в добавленное время («Амкар») или пропустив первым («Рубин»), «Зенит» же, занятый параллельно в Лиге Европы, проиграл «Тереку» и «Краснодару».
- После перерыва «Спартак» нарастил отрыв, в результате чего даже побеждать ближайших конкурентов — ЦСКА и «Зенит» — стало необязательно — отрыв достиг 8 очков. 16 апреля, после победы над «Зенитом», когда ЦСКА также не смог победить, отрыв составил 10 очков.
- Поражение от «Ростова» — 0:3 — позволило ЦСКА сократить отставание до 7 очков перед очным матчем
- 30 апреля «Спартак» победил ЦСКА — 2:1 и фактически обеспечил себе титул. Реально же требовалась всего 1 победа и 1 ничья в 4 матчах вне зависимости от результатов соперников.
- 7 мая, после победы над «Томью» и поражения «Зенита» от «Терека», «Спартак» спустя 16 лет и 15 сезонов вернул себе титул чемпиона России.

### Домашний стадион

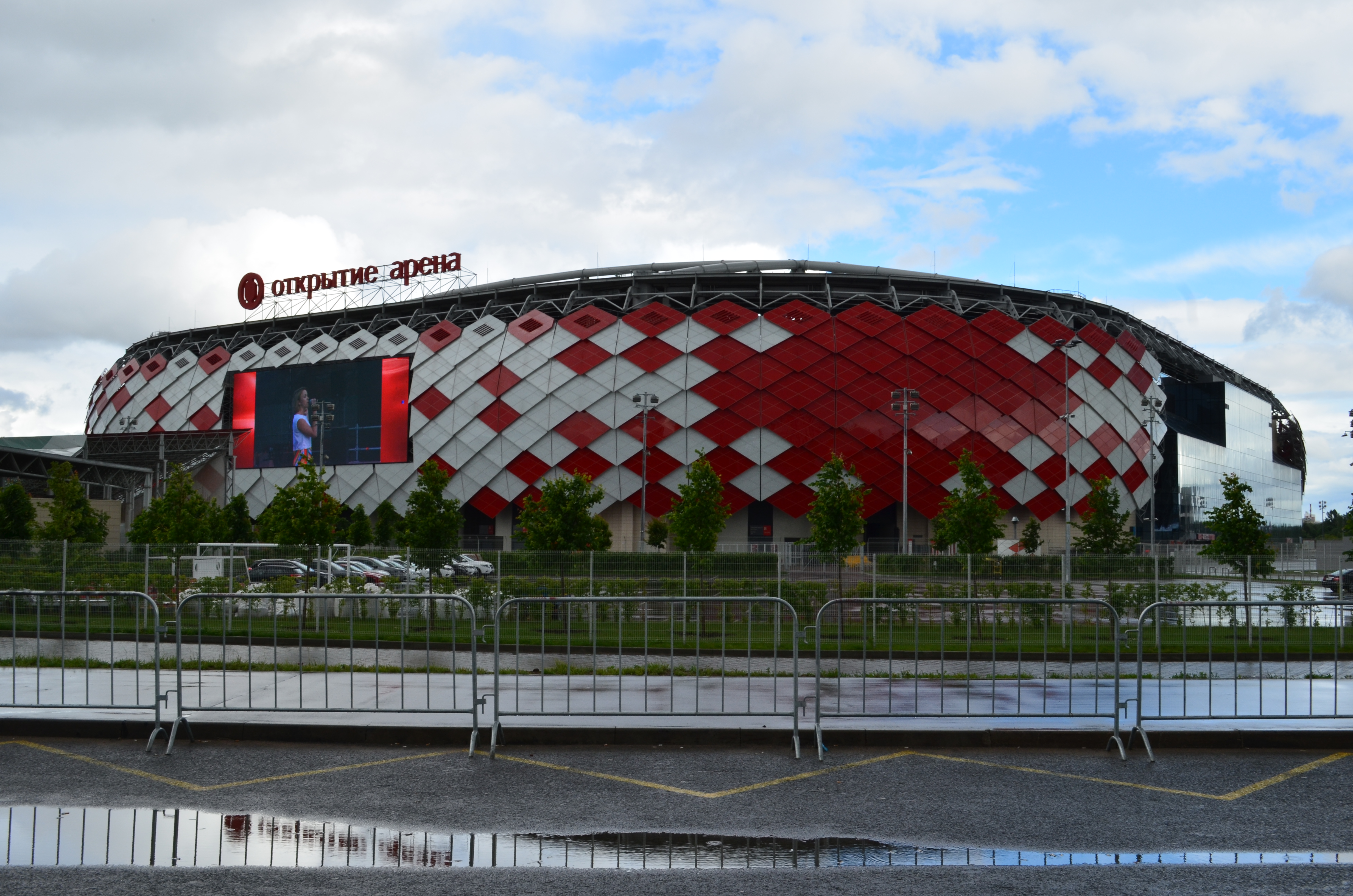

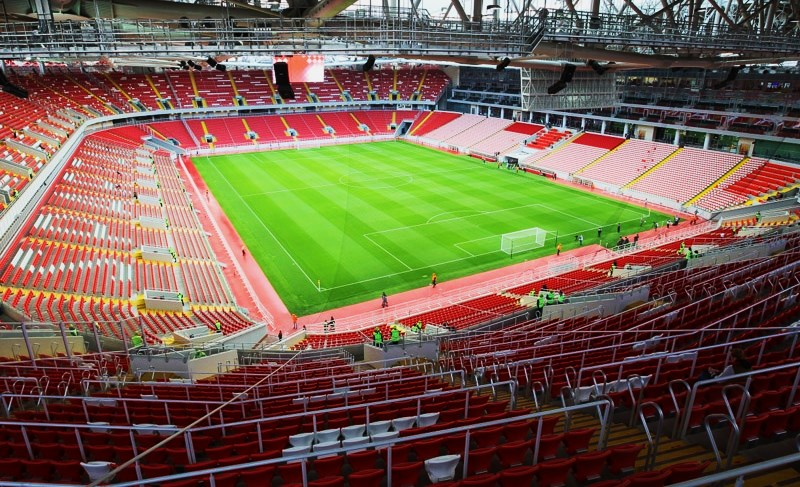

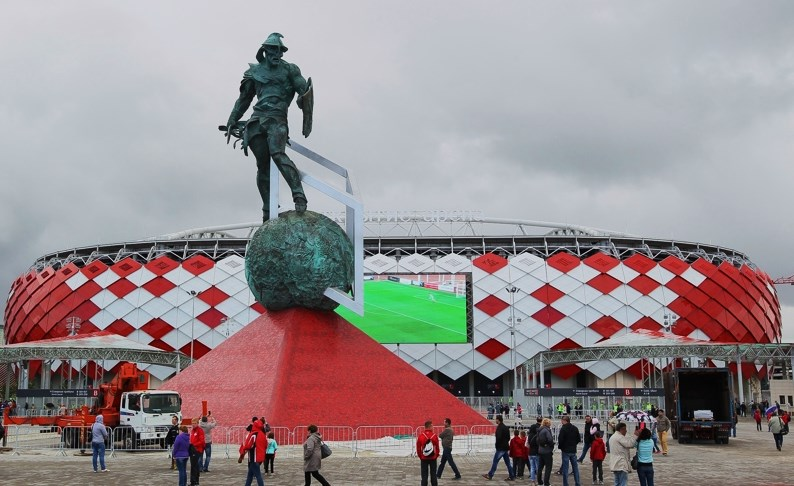

### Состав команды

#### Основной состав
- Список игроков основного состава футбольного клуба «Спартак» Москва в сезоне 2016/2017 годов[1]. Статистика требует обновления.

| №             | Игрок               | Гражданство      | Дата рождения    | Бывший клуб             |
| Вратари       | Вратари             | Вратари          | Вратари          | Вратари                 |
| ------------- | ------------------- | ---------------- | ---------------- | ----------------------- |
| 30            | Сергей Песьяков     | Флаг России      | 16 декабря 1988  | Шинник (Ярославль)      |
| 32            | Артём Ребров        | Флаг России      | 4 марта 1984     | Шинник (Ярославль)      |
| Защитники     |                     |                  |                  |                         |
| 3             | Сергей Брызгалов    | Флаг России      | 15 ноября 1992   | Сатурн (Раменское)      |
| 16            | Сальваторе Боккетти | Флаг Италии      | 30 ноября 1986   | Рубин (Казань)          |
| 34            | Евгений Макеев      | Флаг России      | 24 июля 1989     | Шексна (Череповец)      |
| 35            | Сердар Таски        | Флаг Германии    | 24 апреля 1987   | Штутгарт (Штутгарт)     |
| 38            | Андрей Ещенко       | Флаг России      | 9 февраля 1984   | Анжи (Махачкала)        |
| 33            | Маурисио            | Флаг Бразилии    | 20 сентября 1988 | Лацио                   |
| 64            | Денис Кутин         | Флаг России      | 5 октября 1993   | Спартак-мол. (Москва)   |
| 18            | Илья Кутепов        | Флаг России      | 29 июля 1993     | Академия (Тольятти)     |
| 23            | Дмитрий Комбаров    | Флаг России      | 22 января 1987   | Динамо (Москва)         |
| Полузащитники |                     |                  |                  |                         |
| 7             | Джано Ананидзе      | Флаг Грузии      | 10 октября 1992  | Ростов (Ростов-на-Дону) |
| 8             | Денис Глушаков      | Флаг России      | 21 января 1987   | Локомотив (Москва)      |
| 10            | Квинси Промес       | Флаг Нидерландов | 4 января 1992    | Твенте                  |
| 11            | Фернандо            | Флаг Бразилии    | 3 марта 1992     | Сампдория               |
| 19            | Александр Самедов   | Флаг России      | 19 июля 1984     | Локомотив (Москва)      |
| 25            | Лоренсо Мельгарехо  | Флаг Парагвая    | 10 августа 1990  | Кубань                  |
| 40            | Артём Тимофеев      | Флаг России      | 12 января 1994   | Чертаново (Москва)      |
| 47            | Роман Зобнин        | Флаг России      | 11 февраля 1994  | Динамо (Москва)         |
| 53            | Артём Самсонов      | Флаг России      | 5 января 1994    | Спартак-мол. (Москва)   |
| 71            | Ивелин Попов        | Флаг Болгарии    | 26 октября 1987  | Кубань                  |
| Нападающие    |                     |                  |                  |                         |
| 9             | Зе Луиш             | Флаг Кабо-Верде  | 24 января 1991   | Брага                   |
| 12            | Луис Адриано        | Флаг Бразилии    | 12 апреля 1987   | Милан                   |
| 37            | Георгий Мелкадзе    | Флаг России      | 4 апреля 1997    | Спартак-мол. (Москва)   |
| 69            | Денис Давыдов       | Флаг России      | 22 марта 1995    | Спартак-мол. (Москва)   |

#### Молодёжный состав
- Список игроков молодёжного состава футбольного клуба «Спартак» Москва в сезоне 2016/2017 годов[2]. Статистика требует обновления.

| 1             | Антон Митрюшкин       | Флаг России | 8 февраля 1996   | Академия им. Черенкова (Москва)   |
| 56            | Вадим Аверкиев        | Флаг России | 1 июня 1997      | Академия им. Черенкова (Москва)   |
| 98            | Илья Сухорученко      | Флаг России | 23 февраля 1998  | Академия им. Черенкова (Москва)   |
| 47            | Михаил Филиппов       | Флаг России | 10 июня 1992     | Томь (Томск)                      |
| 81            | Юрий Щербаков         | Флаг России | 11 апреля 1996   | Академия им. Черенкова (Москва)   |
| Защитники     |                       |             |                  |                                   |
| 74            | Валентин Винниченко   | Флаг России | 21 апреля 1995   | Академия им. Черенкова (Москва)   |
| 62            | Айдар Лисинков        | Флаг России | 2 января 1994    | Чертаново (Москва)                |
| 96            | Александр Лихачёв     | Флаг России | 22 июля 1996     | Академия им. Черенкова (Москва)   |
| 82            | Евгений Ежов          | Флаг России | 11 февраля 1995  | Академия им. Черенкова (Москва)   |
| 48            | Александр Степанов    | Флаг России | 10 января 1994   | Академия им. Черенкова (Москва)   |
| 54            | Егор Евтеев           | Флаг России | 1 апреля 1996    | Академия им. Коноплёва (Тольятти) |
| 68            | Алексей Иванушкин     | Флаг России | 20 ноября 1996   | Академия им. Черенкова (Москва)   |
| 38            | Константин Щербаков   | Флаг России | 20 марта 1997    | Академия им. Черенкова (Москва)   |
| 46            | Артём Мамин           | Флаг России | 25 июля 1997     | Академия им. Черенкова (Москва)   |
| 93            | Артём Сокол           | Флаг России | 11 июня 1997     | Академия им. Черенкова (Москва)   |
| 65            | Олег Красильниченко   | Флаг России | 21 января 1997   | Академия им. Черенкова (Москва)   |
| 65            | Андрей Шигорев        | Флаг России | 25 сентября 1997 | Академия им. Черенкова (Москва)   |
| 64            | Денис Кутин           | Флаг России | 5 октября 1993   | Академия им. Черенкова (Москва)   |
| Полузащитники |                       |             |                  |                                   |
| 83            | Владислав Пантелеев   | Флаг России | 15 августа 1996  | Академия им. Черенкова (Москва)   |
| 73            | Аяз Гулиев            | Флаг России | 27 ноября 1996   | Академия им. Черенкова (Москва)   |
| 78            | Зелимхан Бакаев       | Флаг России | 1 июля 1996      | Академия им. Черенкова (Москва)   |
| 66            | Максим Ермаков        | Флаг России | 21 апреля 1995   | Краснодар (Краснодар)             |
| 86            | Данила Буранов        | Флаг России | 11 февраля 1996  | ФШМ-Торпедо (Москва)              |
| 87            | Александр Зуев        | Флаг России | 26 июня 1996     | Чертаново (Москва)                |
| 79            | Владислав Мастерной   | Флаг России | 17 ноября 1995   | Чертаново (Москва)                |
| 76            | Павел Глоба           | Флаг России | 31 мая 1995      | Шинник (Ярославль)                |
| 89            | Владлен Бабаев        | Флаг России | 16 октября 1996  | Академия им. Черенкова (Москва)   |
| 97            | Данил Полубояринов    | Флаг России | 4 февраля 1997   | Академия им. Черенкова (Москва)   |
| 63            | Шамсиддин Шанбиев     | Флаг России | 18 февраля 1997  | Академия им. Черенкова (Москва)   |
| 37            | Георгий Мелкадзе      | Флаг России | 4 апреля 1997    | Академия им. Черенкова (Москва)   |
| 58            | Даниил Горовых        | Флаг России | 3 января 1997    | Академия им. Черенкова (Москва)   |
| 7             | Джано Ананидзе        | Флаг Грузии | 10 октября 1992  | Ростов (Ростов-на-Дону)           |
| 53            | Артём Самсонов        | Флаг России | 5 января 1994    | Академия им. Черенкова (Москва)   |
| 50            | Александр Манюков     | Флаг России | 27 января 1993   | Академия им. Черенкова (Москва)   |
| 59            | Назар Гордеочук       | Флаг России | 11 апреля 1997   | Академия им. Черенкова (Москва)   |
| 40            | Артём Тимофеев        | Флаг России | 12 января 1994   | Чертаново (Москва)                |
| 42            | Егор Сидорук          | Флаг России | 30 марта 1997    | Академия им. Черенкова (Москва)   |
| Нападающие    |                       |             |                  |                                   |
| 67            | Артём Федчук          | Флаг России | 20 декабря 1994  | Академия им. Черенкова (Москва)   |
| 71            | Саид-Али Ахмаев       | Флаг России | 30 мая 1996      | Академия им. Черенкова (Москва)   |
| 84            | Александр Юрьев       | Флаг России | 31 октября 1996  | Академия им. Черенкова (Москва)   |
| 71            | Максимилиано Лялюшкин | Флаг России | 6 февраля 1997   | Академия им. Черенкова (Москва)   |
| 41            | Владимир Обухов       | Флаг России | 8 февраля 1992   | Уралец (Нижний Тагил)             |
| 70            | Александр Козлов      | Флаг России | 19 марта 1993    | Академия им. Черенкова (Москва)   |
| 39            | Иппэй Синодзука       | Флаг России | 20 марта 1995    | Чертаново (Москва)                |
| 69            | Денис Давыдов         | Флаг России | 22 марта 1995    | Академия им. Черенкова (Москва)   |
| 36            | Дмитрий Маликов       | Флаг России | 14 февраля 1997  | Академия им. Черенкова (Москва)   |

#### Второй состав
Статистика требует обновления.
| 85            | Владислав Терёшкин  | Флаг России | 15 июля 1995    | Академия им. Черенкова (Москва) |
| 30            | Сергей Песьяков     | Флаг России | 16 декабря 1988 | Шинник (Ярославль)              |
| 47            | Михаил Филиппов     | Флаг России | 10 июня 1992    | Томь (Томск)                    |
| 1             | Антон Митрюшкин     | Флаг России | 8 февраля 1996  | Академия им. Черенкова (Москва) |
| 43            | Юрий Шлеев          | Флаг России | 26 июня 1995    | Академия им. Черенкова (Москва) |
| Защитники     |                     |             |                 |                                 |
| 64            | Денис Кутин         | Флаг России | 5 октября 1993  | Академия им. Черенкова (Москва) |
| 45            | Александр Пуцко     | Флаг России | 24 февраля 1993 | Академия им. Черенкова (Москва) |
| 26            | Антон Ходырев       | Флаг России | 26 января 1992  | Академия им. Черенкова (Москва) |
| 88            | Илья Кутепов        | Флаг России | 29 июля 1993    | Академия (Тольятти)             |
| 80            | Иван Хомуха         | Флаг России | 14 июля 1994    | Академия им. Черенкова (Москва) |
| 80            | Николай Фадеев      | Флаг России | 9 мая 1993      | Академия им. Черенкова (Москва) |
| 62            | Айдар Лисинков      | Флаг России | 2 января 1994   | Чертаново (Москва)              |
| 3             | Сергей Брызгалов    | Флаг России | 15 ноября 1992  | Сатурн (Раменское)              |
| 34            | Евгений Макеев      | Флаг России | 24 июля 1989    | Шексна (Череповец)              |
| Полузащитники |                     |             |                 |                                 |
| 60            | Константин Савичев  | Флаг России | 6 марта 1994    | Сатурн-мол. (Раменское)         |
| 52            | Игорь Леонтьев      | Флаг России | 18 марта 1994   | Академия им. Черенкова (Москва) |
| 53            | Артём Самсонов      | Флаг России | 5 января 1994   | Академия им. Черенкова (Москва) |
| 61            | Владимир Зубарев    | Флаг России | 5 января 1993   | Академия им. Черенкова (Москва) |
| 40            | Артём Тимофеев      | Флаг России | 12 января 1994  | Чертаново (Москва)              |
| 50            | Александр Манюков   | Флаг России | 27 января 1993  | Зенит-мол. (Санкт-Петербург)    |
| 51            | Дмитрий Каюмов      | Флаг России | 11 мая 1992     | Академия им. Черенкова (Москва) |
| 13            | Дмитрий Кудряшов    | Флаг России | 13 мая 1983     | Луч-Энергия (Владивосток)       |
| 79            | Владислав Мастерной | Флаг России | 17 ноября 1995  | Чертаново (Москва)              |
| 37            | Георгий Мелкадзе    | Флаг России | 4 апреля 1997   | Академия им. Черенкова (Москва) |
| 73            | Аяз Гулиев          | Флаг России | 27 ноября 1996  | Академия им. Черенкова (Москва) |
| 83            | Владислав Пантелеев | Флаг России | 15 августа 1996 | Академия им. Черенкова (Москва) |
| Нападающие    |                     |             |                 |                                 |
| 41            | Владимир Обухов     | Флаг России | 8 февраля 1992  | Уралец (Нижний Тагил)           |
| 57            | Вячеслав Кротов     | Флаг России | 14 февраля 1993 | Волгарь (Астрахань)             |
| 70            | Александр Козлов    | Флаг России | 19 марта 1993   | Академия им. Черенкова (Москва) |
| 69            | Денис Давыдов       | Флаг России | 22 марта 1995   | Академия им. Черенкова (Москва) |
| 39            | Иппэй Синодзука     | Флаг России | 20 марта 1995   | Чертаново (Москва)              |
| 87            | Александр Зуев      | Флаг России | 26 июня 1996    | Чертаново (Москва)              |
| 14            | Павел Яковлев       | Флаг России | 7 апреля 1991   | Крылья Советов (Самара)         |

### Трансферы
Список игроков, пришедших в клуб в ходе сезона 2016/2017:
| Поз. | Игрок             | ДР         | Прежний клуб                    | Трансф. сумма   | Дата прихода | Ист.   |
| ---- | ----------------- | ---------- | ------------------------------- | --------------- | ------------ | ------ |
| Пз   | Лукас Фернандо    | 03.03.1992 | Сампдория (Генуя)               | 12 500 000 €    | лето 2016    | [ 4 ]  |
| Зщ   | Андрей Ещенко     | 09.02.1984 | Анжи (Махачкала)                | свободный агент | лето 2016    | [ 5 ]  |
| Пз   | Роман Зобнин      | 11.02.1994 | Динамо (Москва)                 | 3 000 000 €     | лето 2016    | [ 6 ]  |
| Пз   | Егор Никулин      | 16.01.1997 | Лейрия (Лейрия)                 | неизвестно      | лето 2016    | [ 7 ]  |
| Пз   | Егор Рудковский   | 04.03.1996 | Чертаново (Москва)              | неизвестно      | лето 2016    | [ 8 ]  |
| Зщ   | Маурисио          | 20.09.1988 | Лацио (Рим)                     | в аренду        | лето 2016    | [ 9 ]  |
| Зщ   | Сердар Таски      | 24.04.1987 | Бавария (Мюнхен)                | из аренды       | лето 2016    | [ 10 ] |
| Нп   | Павел Яковлев     | 07.04.1991 | Крылья Советов (Самара)         | из аренды       | лето 2016    | [ 11 ] |
| Нп   | Денис Давыдов     | 22.03.1995 | Млада-Болеслав (Млада-Болеслав) | из аренды       | лето 2016    | [ 12 ] |
| Пз   | Тино Коста        | 09.01.1985 | Фиорентина (Флоренция)          | из аренды       | лето 2016    | [ 13 ] |
| Вр   | Александр Селихов | 07.04.1994 | Амкар (Пермь)                   | 3 500 000 €     | зима 2016/17 | [ 14 ] |
| Нп   | Юра Мовсисян      | 02.08.1987 | Реал Солт-Лейк (Солт-Лейк-Сити) | из аренды       | зима 2016/17 | [ 15 ] |
| Нп   | Луис Адриано      | 12.04.1987 | Милан (Милан)                   | свободный агент | зима 2016/17 | [ 16 ] |
| Пз   | Александр Самедов | 19.07.1984 | Локомотив (Москва)              | 3 500 000 €     | зима 2016/17 | [ 17 ] |
| Зщ   | Георгий Джикия    | 21.11.1993 | Амкар (Пермь)                   | 2 350 000 €     | зима 2016/17 | [ 18 ] |
| Нп   | Фэшн Сакала       | 14.03.1997 | Занако (Лусака)                 | неизвестно      | зима 2016/17 | [ 19 ] |
| Зщ   | Георгий Тигиев    | 26.05.1995 | Анжи (Махачкала)                | в аренду        | зима 2016/17 | [ 20 ] |
| Нп   | Сильванус Нимели  | 04.09.1998 | Карвина (Карвина)               | неизвестно      | зима 2016/17 | [ 21 ] |
| Нп   | Идриса Самбу      | 27.03.1998 | Порту (Порту)                   | неизвестно      | зима 2016/17 | [ 21 ] |
| Зщ   | Одри Зепатта      | 17.02.1999 | Юниверсал Старс (Яунде)         | неизвестно      | зима 2016/17 | [ 21 ] |

Список игроков, ушедших из клуба в ходе сезона 2016/2017:
| Поз. | Игрок            | ДР         | Новый клуб                      | Трансф. сумма   | Дата ухода   | Ист.   |
| ---- | ---------------- | ---------- | ------------------------------- | --------------- | ------------ | ------ |
| Зщ   | Кирилл Комбаров  | 22.01.1987 | Томь (Томск)                    | неизвестно      | лето 2016    | [ 22 ] |
| Зщ   | Сергей Брызгалов | 15.11.1992 | Терек (Грозный)                 | свободный агент | лето 2016    | [ 23 ] |
| Нп   | Александр Козлов | 19.03.1993 | Тосно (Тосно)                   | неизвестно      | лето 2016    | [ 24 ] |
| Нп   | Владимир Обухов  | 08.02.1992 | Кубань (Краснодар)              | неизвестно      | лето 2016    | [ 25 ] |
| Пз   | Александр Зотов  | 27.08.1990 | Динамо (Москва)                 | свободный агент | лето 2016    | [ 26 ] |
| Зщ   | Николай Фадеев   | 09.05.1993 | Химки (Химки)                   | свободный агент | лето 2016    | [ 27 ] |
| Пз   | Дмитрий Каюмов   | 11.05.1992 | Тамбов (Тамбов)                 | неизвестно      | лето 2016    | [ 28 ] |
| Зщ   | Антон Ходырев    | 26.01.1992 | Сокол (Саратов)                 | свободный агент | лето 2016    | [ 27 ] |
| Пз   | Тино Коста       | 09.01.1985 | Сан-Лоренсо (Буэнос-Айрес)      | свободный агент | лето 2016    | [ 29 ] |
| Зщ   | Владимир Гранат  | 22.05.1987 | Ростов (Ростов-на-Дону)         | свободный агент | лето 2016    | [ 30 ] |
| Зщ   | Сергей Паршивлюк | 18.03.1989 | Анжи (Махачкала)                | свободный агент | лето 2016    | [ 31 ] |
| Нп   | Павел Яковлев    | 07.04.1991 | Анжи (Махачкала)                | свободный агент | лето 2016    | [ 31 ] |
| Нп   | Юра Мовсисян     | 02.08.1987 | Реал Солт-Лейк (Солт-Лейк-Сити) | 3 000 000 €     | зима 2016/17 | [ 15 ] |
| Пз   | Ромуло           | 19.09.1990 | Фламенго (Рио-де-Жанейро)       | свободный агент | зима 2016/17 | [ 32 ] |
| Пз   | Аяз Гулиев       | 27.11.1996 | Анжи (Махачкала)                | в аренду        | зима 2016/17 | [ 33 ] |
| Пз   | Александр Зуев   | 26.06.1996 | Крылья Советов (Самара)         | в аренду        | зима 2016/17 | [ 34 ] |

## Чемпионат России 2016/17

### Турнирная таблица
| Поз | Команда   | И  | В  | Н  | П  | МЗ | МП | РМ  | О  | Квалификация или выбывание                 |
| --- | --------- | -- | -- | -- | -- | -- | -- | --- | -- | ------------------------------------------ |
| 1   | Спартак   | 30 | 22 | 3  | 5  | 46 | 27 | +19 | 69 | Групповой этап Лиги чемпионов УЕФА 2017/18 |
| 2   | ЦСКА      | 30 | 18 | 8  | 4  | 47 | 15 | +32 | 62 | 3-й кв. раунд Лиги чемпионов УЕФА 2017/18  |
| 3   | Зенит     | 30 | 18 | 7  | 5  | 50 | 19 | +31 | 61 | 3-й кв. раунд Лиги Европы УЕФА 2017/18     |
| 4   | Краснодар | 30 | 12 | 13 | 5  | 40 | 22 | +18 | 49 | 3-й кв. раунд Лиги Европы УЕФА 2017/18     |
| 5   | Терек     | 30 | 14 | 6  | 10 | 38 | 35 | +3  | 48 |                                            |

Пункт 17.3. В случае равенства очков у двух и более команд места команд в таблице Чемпионата определяются:
− по наибольшему числу побед во всех матчах;
− по результатам игр между собой (число очков, количество побед, разность забитых и пропущенных мячей, число забитых мячей, число забитых мячей на чужом поле);
− по лучшей разности забитых и пропущенных мячей во всех матчах;
− по наибольшему числу забитых мячей во всех матчах;
− по наибольшему числу мячей, забитых на чужих полях во всех матчах.
Пункт 17.4. При абсолютном равенстве всех указанных показателей места команд в итоговой турнирной таблице определяются в дополнительном матче (турнире) между этими командами.

### Статистика
- Результаты выступлений команды Спартак (Москва) в домашних и гостевых матчах:

| Итого | Итого | Итого | Итого | Итого | Итого | Итого | Итого | Дома | Дома | Дома | Дома | Дома | Дома | На выезде | На выезде | На выезде | На выезде | На выезде | На выезде |
| И     | О     | В     | Н     | П     | МЗ    | МП    | РМ    | В    | Н    | П    | МЗ   | МП   | РМ   | В         | Н         | П         | МЗ        | МП        | РМ        |
| ----- | ----- | ----- | ----- | ----- | ----- | ----- | ----- | ---- | ---- | ---- | ---- | ---- | ---- | --------- | --------- | --------- | --------- | --------- | --------- |
| 30    | 69    | 22    | 3     | 5     | 46    | 27    | +19   | 14   | 0    | 1    | 26   | 6    | +20  | 8         | 3         | 4         | 20        | 21        | −1        |

- Результаты выступлений команды Спартак (Москва) по турам:

| Тур   | 01 | 02 | 03 | 04 | 05 | 06 | 07 | 08 | 09 | 10 | 11 | 12 | 13 | 14 | 15 | 16 | 17 | 18 | 19 | 20 | 21 | 22 | 23 | 24 | 25 | 26 | 27 | 28 | 29 | 30 |
| ----- | -- | -- | -- | -- | -- | -- | -- | -- | -- | -- | -- | -- | -- | -- | -- | -- | -- | -- | -- | -- | -- | -- | -- | -- | -- | -- | -- | -- | -- | -- |
| Поле  | Д  | Д  | В  | Д  | В  | Д  | В  | Д  | В  | Д  | В  | Д  | B  | Д  | В  | В  | Д  | В  | Д  | В  | Д  | В  | Д  | В  | Д  | В  | Д  | B  | Д  | В  |
| Итог  | В  | В  | Н  | В  | В  | В  | В  | П  | П  | В  | В  | В  | В  | В  | В  | П  | В  | Н  | В  | Н  | В  | В  | В  | П  | В  | В  | В  | В  | В  | П  |
| Место | 1  | 2  | 2  | 1  | 1  | 1  | 1  | 1  | 1  | 1  | 1  | 1  | 1  | 1  | 1  | 1  | 1  | 1  | 1  | 1  | 1  | 1  | 1  | 1  | 1  | 1  | 1  | 1  | 1  | 1  |

Последнее обновление: 30 октября 2016.
Источник: Российская Футбольная Премьер-Лига

Поле: Д = дома; В = на выезде. Итог: Н = ничья; П = команда проиграла; В = команда выиграла; О = матч отложен.

### Результаты матчей
| 31 июля 2016 1 тур | Спартак (Москва)                   | 4:0 (2:0) | Арсенал (Тула) | Москва                                                                              |
| 18:00 MSK | Ананидзе 6′ 34′ · Промес 47′ 90+2′ | отчёт     |                | Стадион: «Открытие Арена» Зрителей: 28 052 Судья: Кирилл Левников (Санкт-Петербург) |
| Спартак: Ребров , Кутепов, Ещенко, Боккетти, Таски, Комбаров (Зуев 66' 74'), Глушаков , Зобнин, Промес 47′, 90+2′, Ананидзе 6′, 34′ (Фернандо 60'), Зе Луиш (Мельгарехо 72') · Арсенал (Тула): Герус, Денисов, Айдов, Тесак, Беляев, Горбанец (Мухаметшин 59'), Власов (Горбатенко 63'), Стеклов, Шевченко (Аппаев 63'), Берхамов, Бурмистров |                                    |           |                |                                                                                     |

| 8 августа 2016 2 тур | Спартак (Москва) | 1:0 (0:0) | Крылья Советов (Самара) | Москва                                                                            |
| 19:30 MSK | Ещенко 70′       | отчёт     |                         | Стадион: «Открытие Арена» Зрителей: 17 449 Судья: Михаил Вилков (Нижний Новгород) |
| Спартак: Ребров, Ещенко, Таски, Кутепов, Боккетти, Комбаров, Фернандо 71', Глушаков , Зобнин (Попов, 61), Промес (Ромуло, 81), Зе Луиш (Мельгарехо, 68). · Крылья Советов (Самара): Лория, Ятченко (Божич, 81), Таранов , Концедалов, Надсон, Цаллагов, Родич, Башкиров, Чочиев (Корниленко, 86), Ткачёв (Бруно, 75), Яхович. |                  |           |                         |                                                                                   |

| 13 августа 2016 3 тур | Рубин (Казань) | 1:1 (1:1) | Спартак (Москва) | Казань                                                                |
| 20:30 MSK | Девич 45+1′    | отчёт     | Попов 21′        | Стадион: Центральный Зрителей: 17 339 Судья: Виталий Мешков (Дмитров) |
| Рубин (Казань): Рыжиков, Бергстрём, Бауэр, Бурлак, Санчес 92', Сонг 82', Ахметов (Ткачук, 52), Оздоев, Самуэль (Жемалетдинов, 90), Канунников, Жонатас (Девич, 27). · Спартак: Ребров, Ещенко, Кутепов, Таски, Боккетти 90', Комбаров 59', Глушаков (Зе Луиш, 79), Зобнин (Тимофеев, 87), Фернандо 71', Попов 45+1' (Мельгарехо, 63), Промес. |                |           |                  |                                                                       |

| 21 августа 2016 4 тур | Спартак (Москва) | 2:0 (1:0)       | Краснодар                | Москва                                                                                   |
| 18:00 MSK | Зе Луиш (Зобнин) 15′ · Фернандо (срыв атаки) 66' · Зе Луиш (Ананидзе, Промес) 74′ · Комбаров (грубая игра) 87' · Мельгарехо (грубая игра) 90+2' | отчёт 1 отчёт 2 | Cмолов (грубая игра) 71' | Стадион: «Открытие Арена» Зрителей: 31 035 Судья: Владислав Безбородов (Санкт-Петербург) |
| Спартак: Ребров, Ещенко, Кутепов, Таски (Боккетти, 10), Комбаров, Глушаков (к), Фернандо, Зобнин, Попов (Ананидзе, 60), Промес, Зе Луиш (Мельгарехо, 84). Запасные: Песьяков, Кутин, Пуцко, Зуев, Тимофеев, Мелкадзе. Главный тренер: Массимо Каррера. Краснодар: Крицюк, Калешин (Быстров, 71), Гранквист, Страндберг, Енджейчик, Торбинский (Подберёзкин, 56), Каборе, Перейра, Газинский, Ари, Смолов. Запасные: Синицын, Адамов, Мартынович, Петров, Куасси, Ахмедов, Жоаозиньо. Главный тренер: Олег Георгиевич Кононов. - На Викискладе есть медиафайлы по теме матча «Спартак — Краснодар» | |                 |                          |                                                                                          |

| 28 августа 2016 5 тур | Анжи (Махачкала) | 0:2 (0:1)       | Спартак (Москва) | Каспийск                                                               |
| 21:30 MSK | Мусалов (неспортивное поведение) 52' · Ямбере (неспортивное поведение) 57' · Лазич (срыв атаки) 62' · Менса (грубая игра) 86' | отчёт 1 отчёт 2 | Ананидзе (Боккетти, Зе Луиш) 18′ · Ещенко (неспортивное поведение) 36' · Кутепов (срыв атаки) 65' · Фернандо (грубая игра) 68' · Ещенко (грубая игра) 76' · Промес 81′ | Стадион: Анжи-Арена Зрителей: 14 300 Судья: С. Иванов (Ростов-на-Дону) |
| Анжи: Беленов, Мусалов, Тигиев, Гасанов, Лазич, Ямбере, Георгиевский (Газимагомедов, 78), Эбесилио (Обертан, 63), Маевский (Менса, 57), Бериша, Будковский. Запасные: Юрченко, Шафинский, Шандау, Жиров, Белов, Мкртчян, Мутари, Щербак. Главный тренер: Павел Врба. Спартак: Ребров, Ещенко, Кутепов, Боккетти, Комбаров, Глушаков (к), Фернандо, Зобнин, Джано (Ромуло, 74), Промес (Мельгарехо, 90+1), Зе Луиш. Запасные: Песьяков, Пуцко, Кутин, Попов, Зуев, Мелкадзе. Главный тренер: Массимо Каррера. | |                 | |                                                                        |

| 11 сентября 2016 6 тур | Спартак (Москва)   | 1:0 (1:0)       | Локомотив (Москва)      | Москва                                                                 |
| 16:30 MSK | Попов (Промес) 25′ | отчёт 1 отчёт 2 | Майкон (срыв атаки) 79' | Стадион: «Открытие Арена» Зрителей: 43 710 Судья: А. Николаев (Москва) |
| Спартак: Ребров, Маурисио (Таски, 70), Кутепов, Боккетти, Комбаров, Ромуло, Глушаков (к), Зобнин (Кутин, 89), Промес, Попов (Мельгарехо, 66), Зе Луиш. Запасные: Песьяков, Пуцко, Джано, Зуев, Мелкадзе. Главный тренер: Массимо Каррера. Локомотив (Москва): Гилерме, Шишкин, Чорлука, Пейчимович, В. Денисов, Коломейцев, И. Денисов, Майкон (Касаев, 80), Самедов (Михалик, 46), Миранчук, Хенти (Портнягин, 57). Запасные: Абаев, Лобанцев, Ндинга, Логашов, Янбаев, Баринов, Шкулетич, Игнатьев, Фернандеш. Главный тренер: Юрий Павлович Сёмин. |                    |                 |                         |                                                                        |

| 16 сентября 2016 7 тур | Оренбург            | 1:3 (1:1)       | Спартак (Москва)             | Оренбург                                                                |
| 17:00 MSK | Георгиев 41′ (пен.) | отчёт 1 отчёт 2 | Промес 2′ 66′ · Ананидзе 70′ | Стадион: «Газовик» Зрителей: 7 043 Судья: Владимир Сельдяков (Балашиха) |
| Оренбург: Абакумов, Малых, Полуяхтов, Ойеволе, Андреев, Афонин, Нехайчик, Воробьёв (Бамба, 72), Георгиев, Ефремов (Коронов, 86), Прудников (Саная, 67). Запасные: Руденко, Гутор, Жунич, Васиев, Шогенов, Померко, Кацалапов, Батов, Делькин. Главный тренер: Роберт Геннадьевич Евдокимов. Спартак: Ребров , Ещенко (Кутин, 87), Кутепов, Боккетти, Комбаров, Фернандо, Ромуло, Зобнин (Зуев, 90), Ананидзе (Попов, 81), Промес, Зе Луиш. Запасные: Песьяков, Пуцко, Маурисио, Таски, Мелкадзе, Давыдов. Главный тренер: Массимо Карерра. |                     |                 |                              |                                                                         |

| 25 сентября 2016 8 тур | Спартак (Москва) | 0:1 (0:1)       | Уфа       | Москва                                                                     |
| 17:00 MSK |                  | отчёт 1 отчёт 2 | Фатаи 39′ | Стадион: «Открытие Арена» Зрителей: 26 117 Судья: Роман Галимов (Улан-Удэ) |
| Спартак: Ребров, Маурисио 23' (Попов, 67) 88', Кутепов, Боккетти, Комбаров, Фернандо, Глушаков , Зобнин (Давыдов, 76), Ананидзе, Промес, Зе Луиш. Главный тренер: Массимо Карерра. · Уфа: Лунёв, Аликин 44', Васин, Засеев, Тумасян, Фатаи (Марсиньо, 74), Сухов, Стоцкий, Игбун (Абдулавов, 90+1), Безденежных 57', Обляков (Кротов, 65). Главный тренер: Виктор Михайлович Ганчаренко. |                  |                 |           |                                                                            |

| 2 октября 2016 9 тур | Зенит (Санкт-Петербург)                                           | 4:2 (2:2)       | Спартак (Москва)           | Санкт-Петербург                                                              |
| 16:30 MSK | Кришито 20′ (пен.) · Дзюба 33′ · Витсель 61′ · Жулиано 87′ (пен.) | отчёт 1 отчёт 2 | Боккетти 28′ · Зе Луиш 37′ | Стадион: «Петровский» Зрителей: 18 684 Судья: Cергей Иванов (Ростов-на-Дону) |
| Зенит (Санкт-Петербург): Лодыгин, Смольников, Нету 90', Кришито 31', Жирков (Ломбертс, 88), Гарсия (Маурисио, 82), Жулиано, Витсель, Мак (Юсупов, 75), Дзюба 34', Кокорин. Главный тренер: Мирча Луческу. · Спартак: Ребров, Ещенко 86', Кутепов, Боккетти 54', Маурисио, Фернандо, Глушаков 49', Зобнин, Попов (Ананидзе, 70), Промес, Зе Луиш 31'. Главный тренер: Массимо Каррера. |                                                                   |                 |                            |                                                                              |

| 15 октября 2016 10 тур | Спартак (Москва) | 1:0 (0:0)       | Ростов (Ростов-на-Дону) | Москва                                                                                   |
| 19:30 MSK | Глушаков 53′     | отчёт 1 отчёт 2 |                         | Стадион: «Открытие Арена» Зрителей: 32 221 Судья: Владислав Безбородов (Санкт-Петербург) |
| Спартак: Ребров, Маурисио, Кутепов, Боккетти, Комбаров 65', Фернандо 30', Глушаков , Зобнин (Ещенко, 80), Ананидзе, Попов (Мельгарехо, 68), Зе Луиш. Главный тренер: Массимо Карерра. · Ростов (Ростов-на-Дону): Джанаев, Калачёв (Киреев, 40), Мевля, Навас 30', 74', Гранат 86', Кудряшов 45', Гацкан (Препелицэ, 73), Нобоа, Ерохин, Полоз, Азмун (Байрамян, 46). Главный тренер: Иван Данильянц. |                  |                 |                         |                                                                                          |

| 22 октября 2016 11 тур | Урал (Екатеринбург) | 0:1 (0:0)       | Спартак (Москва) | Екатеринбург                                                              |
| 17:00 MSK |                     | отчёт 1 отчёт 2 | Мельгарехо 48′   | Стадион: СКБ-Банк Арена Зрителей: 8 600 Судья: Александр Егоров (Саранск) |
| Урал (Екатеринбург): Заболотный, Кулаков, 85', Динга, Панков, Данцев, Подоксёнов (Павленко, 79), Емельянов, Фидлер, Павлюченко, 86', Ставпец (Конате, 85), Лунгу. Главный тренер: Вадим Викторович Скрипченко. · Спартак: Ребров , Ещенко, Кутепов 72', Боккетти, Комбаров, Ромуло, Фернандо, Зобнин, Попов (Арт.Тимофеев, 73), Ананидзе, Мельгарехо (Зуев, 90). Главный тренер: Массимо Карерра. |                     |                 |                  |                                                                           |

| 29 октября 2016 12 тур | Спартак (Москва)               | 3:1 (1:0)       | ЦСКА (Москва)  | Москва                                                                 |
| 18:00 MSK | Глушаков 19′ · Зе Луиш 76′ 89′ | отчёт 1 отчёт 2 | Страндберг 82′ | Стадион: «Открытие Арена» Зрителей: 44 884 Судья: А. Николаев (Москва) |
| Спартак: Ребров, Ещенко, Кутепов, Таски, Комбаров, Фернандо, Глушаков , Зобнин, Ананидзе (Ромуло, 87), Промес (Мельгарехо, 90+6), Зе Луиш. Запасные: Песьяков, Кутин, Макеев, Пуцко, Тимофеев, Зуев, Попов. Главный тренер: Массимо Карерра. ЦСКА (Москва): Акинфеев, Фернандес, В. Березуцкий, Игнашевич, Щенников, Вернблум, Тошич, Миланов (Натхо, 56), Ионов, Головин, Траоре (Страндберг, 71). Запасные: Чепчугов, А. Березуцкий, Набабкин, Чалов, Натхо. Главный тренер: Леонид Викторович Слуцкий. |                                |                 |                |                                                                        |

| 5 ноября 2016 13 тур | Томь (Томск) | 0:1 (0:1)       | Спартак (Москва) | Томск                                                             |
| 11:00 MSK |              | отчёт 1 отчёт 2 | Фернандо 42′     | Стадион: «Труд» Зрителей: 7 000 Судья: Александр Егоров (Саранск) |
| Томь: Кочкенков, К. Комбаров, Дьяков, Враньеш (Пугин, 61), Тишкин, Жиров, Баляйкин 50', Ковальчук, Бикфалви, Дроппа 63' (А. Попов, 70), Погребняк. Запасные: Солосин, Тен, Дудиев, Бордачёв, Яблонски, Кузнецов, Голышев, Касьян, Кудряшов. Главный тренер: Валерий Юрьевич Петраков. · Спартак: Ребров, Ещенко, Таски, Кутепов, Д. Комбаров, Глушаков , Фернандо, Зобнин, И. Попов 83' (Ромуло, 84), Мельгарехо (Зуев, 70), Зе Луиш (Тимофеев, 90+2). Запасные: Песьяков, Маурисио, Макеев, Пуцко, Кутин. Главный тренер: Массимо Карерра. |              |                 |                  |                                                                   |

| 20 ноября 2016 14 тур | Спартак (Москва) | 1:0 (0:0)       | Амкар (Пермь) | Москва                                                                              |
| 17:00 MSK | Глушаков 90+1′   | отчёт 1 отчёт 2 |               | Стадион: «Открытие Арена» Зрителей: 27 446 Судья: Сергей Лапочкин (Санкт-Петербург) |
| Спартак: Ребров, Ещенко, Маурисио 69' (Пуцко ,81), Кутепов, Комбаров, Зобнин (Давыдов, 81), Глушаков , Фернандо, Мельгарехо (Зуев, 89), Ананидзе, Промес 90+4'. Запасные: Песьяков, Кутин, Макеев, Тимофеев, Ромуло. Главный тренер: Массимо Каррера. · Амкар (Пермь): Селихов, Милькович, Занев, Конде, Шаваев (Зайцев, 59), Джикия 90+4', Баланович 67' (Шиндер, 89), Идову 76', Комолов 76', Костюков (Анене, 42), Йовичич. Запасные: Хомич, Будаков, Бодул, Черенчиков, Хурцидзе, Прокофьев, Салугин. Главный тренер: Гажди Муслимович Гаджиев. |                  |                 |               |                                                                                     |

| 26 ноября 2016 15 тур | Терек (Грозный) | 0:1 (0:1)       | Спартак (Москва) | Грозный                                                                 |
| 18:00 MSK |                 | отчёт 1 отчёт 2 | Mаурисио 27′     | Стадион: «Ахмат-Арена» Зрителей: 15 232 Судья: Виталий Мешков (Дмитров) |
| Терек (Грозный): Городов, Уциев, Мохаммади, Семёнов, Уилкер, Факундо, Роши, Кузяев, Иванов (Мирзов, 49), Балай, Митришев (Грозав, 46. Мбенге, 49). Запасные: Годзюр, Гудиев, Родолфо, Брызгалов, Плиев, Варкен, Х. Кадыров. Главный тренер: Рашид Маматкулович Рахимов. · Спартак: Ребров, Ещенко, Маурисио, Кутепов 10', Комбаров, Зобнин, Глушаков (к), Фернандо, Попов (Давыдов, 90), Промес, Мельгарехо (Ромуло, 74). Запасные: Песьяков, Кутин, Макеев, Пуцко, Тимофеев, Зуев. Главный тренер: Массимо Каррера. |                 |                 |                  |                                                                         |

| 1 декабря 2016 16 тур | Крылья Советов (Самара)                                         | 4:0 (2:0)       | Спартак (Москва) | Самара                                                                        |
| 18:00 MSK | Молло 17′ (пен.) · Ткачёв 45+2′ · Паскуато 59′ · Корниленко 71′ | отчёт 1 отчёт 2 |                  | Стадион: «Металлург» Зрителей: 7 370 Судья: Кирилл Левников (Санкт-Петербург) |
| Крылья Советов (Самара): Лория, Таранов, Ятченко, Цаллагов, Бато, Надсон (Маргасов, 44), Башкиров, Ткачёв (Чочиев, 75), Молло, Корниленко, Паскуато (Зинков, 67). Запасные: Павлов, Конюхов, Садик, Божин, Концедалов. Главный тренер: Вадим Викторович Скрипченко. · Спартак: Ребров, Ещенко, Маурисио 38', Кутепов, Комбаров (Макеев, 46), Фернандо 90' , Глушаков , Зобнин, Мельгарехо, Промес, Давыдов (Ананидзе, 60). Запасные: Песьяков, Таски, Пуцко, Кутин, Тимофеев, Зуев, Попов. Главный тренер: Массимо Каррера. |                                                                 |                 |                  |                                                                               |

| 5 декабря 2016 17 тур | Спартак (Москва)          | 2:1 (1:1)       | Рубин (Казань) | Москва                                                                            |
| 19:30 MSK | Промес 43′ · Глушаков 74′ | отчёт 1 отчёт 2 | Жонатас 38′    | Стадион: «Открытие Арена» Зрителей: 20 512 Судья: Михаил Вилков (Нижний Новгород) |
| Спартак: Ребров, Ещенко, Таски (Маурисио, 63), Кутепов, Макеев, Фернандо, Глушаков (к), Зобнин, Зуев (Мельгарехо, 61), Промес, Попов (Тимофеев, 83). Запасные: Песьяков, Пуцко, Кутин, Ананидзе, Давыдов. Главный тренер: Массимо Каррера. Рубин (Казань): Рыжиков, Бауэр (Девич, 82), Бурлак, Набиуллин, Самбрано, Цакташ, М'Вила, Жамалетдинов, Рочина (Гарсия, 64), Оздоев (Устинов, 73), Жонатас. Запасные: Нестеренко, Лестьенн, Билялетдинов, Кверквелия, Акмурзин, Махатадзе, Ахметов. Главный тренер: Хавьер Грасия. |                           |                 |                |                                                                                   |

| 5 марта 2017 18 тур | Краснодар                            | 2:2 (1:1)       | Спартак (Москва)               | Краснодар                                                                                      |
| 16:30 MSK | Таски 15′ (авт.) · Смолов 73′ (пен.) | отчёт 1 отчёт 2 | Фернандо 3′ · Луис Адриано 54′ | Стадион: Стадион ФК «Краснодар» Зрителей: 31 250 Судья: Владислав Безбородов (Санкт-Петербург) |
| Краснодар: Крицюк, Шишкин, Гранквист, Налдо, Рамирес, Мартынович, Газинский (Жигулёв, 30), Подберёзкин, Классен (Окриашвили, 71), Вандерсон (Перейра, 64), Смолов. Запасные: Синицын, Латышонок, Петров, Быстров, Мамаев, Торбинский, Лаборде, Комличенко. Главный тренер: Игорь Михайлович Шалимов. Спартак: Ребров, Ещенко, Таски, Кутепов, Комбаров, Фернандо, Глушаков (к) (Мельгарехо, 82), Зобнин, Самедов, Луис Адриано, Зе Луиш. Запасные: Песьяков, Селихов, Боккетти, Хомуха, Макеев, Тигиев, Тимофеев, Леонтьев, Попов, Ананидзе, Давыдов. Главный тренер: Массимо Каррера. |                                      |                 |                                |                                                                                                |

| 12 марта 2017 19 тур | Спартак (Москва) | 1:0 (0:0)       | Анжи (Махачкала) | Москва                                                                       |
| 16:30 MSK | Самедов 67′      | отчёт 1 отчёт 2 |                  | Стадион: «Открытие Арена» Зрителей: 34 456 Судья: Александр Егоров (Саранск) |
| Спартак: Ребров, Маурисио (Ещенко, 69), Таски, Кутепов, Комбаров, Фернандо, Зобнин, Попов (Ананидзе, 60), Самедов (Мельгарехо, 90+2), Промес, Зе Луиш. Запасные: Песьяков, Селихов, Боккетти, Макеев, Тигиев, Джикия, Леонтьев, Тимофеев, Давыдов. Главный тренер: Массимо Карерра. Анжи: Юрченко, Мусалов, Фибел, Жиров, Тетрашвили, Кацаев, Гулиев, Брызгалов, Яковлев (Хубулов, 46), Прудников (Хадарцев, 62), Будковский.Запасные: Фильцов, Гасанов, Паршивлюк, Форбс, Дудиев, Асильдаров, Каретник, Георгиевский, Кудряшов. Главный тренер: Александр Витальевич Григорян. |                  |                 |                  |                                                                              |

| 18 марта 2017 20 тур | Локомотив (Москва) | 1:1 (1:0)       | Спартак (Москва) | Москва                                                                       |
| 16:30 MSK | Ари 41′            | отчёт 1 отчёт 2 | Промес 52′       | Стадион: «Локомотив» Зрителей: 27 400 Судья: Михаил Вилков (Нижний Новгород) |
| Локомотив: Гилерме, В. Денисов, Михалик, Чорлука (Пейчинович, 46), Кверквелия, Игнатьев, И. Денисов, Тарасов (Баринов, 63), Фернандеш (Майкон, 76), Ал. Миранчук, Ари. Запасные: Коченков, Абаев, Янбаев, Маргасов, Ротенберг, Касаев, Фарфан, Шкулетич, Галаджан. Главный тренер: Юрий Павлович Сёмин. Спартак: Ребров , Ещенко, Таски, Кутепов, Комбаров, Фернандо, Зобнин, Ананидзе (Попов, 70), Самедов, Промес, Зе Луиш. Запасные: Песьяков, Селихов, Боккетти, Маурисио, Макеев, Тигиев, Джикия, Леонтьев, Тимофеев, Мельгарехо, Давыдов. Главный тренер: Массимо Каррера. - На Викискладе есть медиафайлы по теме матча «Локомотив — Спартак» |                    |                 |                  |                                                                              |

| 3 апреля 2017 21 тур | Спартак (Москва)              | 3:2 (1:0)       | Оренбург                | Москва                                                                  |
| 19:30 MSK | Зобнин 34′ 58′ · Промес 90+5′ | отчёт 1 отчёт 2 | Попович 70′ · Дюриш 71′ | Стадион: «Открытие Арена» Зрителей: 25 694 Судья: Артём Чистяков (Азов) |
| Спартак: Ребров , Тигиев (Ещенко, 56), Кутепов, Боккетти, Комбаров, Фернандо, Зобнин, Ананидзе (Зе Луиш, 75), Самедов (Глушаков, 52), Промес, Луис Адриано. Запасные: Песьяков, Селихов, Маурисио, Джикия, Тимофеев, Попов, Мельгарехо. Главный тренер: Массимо Каррера. Оренбург: Кержаков, Полуяхтов, Сиваков, Воробьёв (Лобжанидзе, 90), Малых, Дюриш, Афонин, Георгиев, Григорьев (Парняков, 88), Драгун (Попович, 62), Ойеволе. Запасные: Абакумов, Жунич, Шогенов, Саная, Андреев, Ефремов, Бреев, Коронов, Бордачёв. Главный тренер: Роберт Евдокимов. |                               |                 |                         |                                                                         |

| 9 апреля 2017 22 тур | Уфа         | 1:3 (0:1) | Спартак (Москва)                                    | Уфа                                                                         |
| 14:00 MSK | Обляков 85′ | отчёт 1   | Глушаков 38′ · Промес 56′ (пен.) · Мельгарехо 90+1′ | Стадион: Нефтяник Зрителей: 12 300 Судья: Сергей Лапочкин (Санкт-Петербург) |
| Уфа: Беленов, Аликин, Никитин (Сысуев, 82), Живоглядов, Карп (Засеев, 46), Йокич, Стоцкий, Пауревич, Ванек (Обляков, 56), Кротов, Фатай. Запасные: Шелия, Сухов, Пуцко, Филин, Патрашко, Сафрониди, Зубарев, Безденежных. Главный тренер: Сергей Богданович Семак. Спартак: Ребров, Джикия, Таски, Кутепов, Комбаров, Фернандо, Глушаков , Зобнин, Промес, Зе Луиш (Мельгарехо, 51), Луис Адриано (Попов, 46). Запасные: Песьяков, Селихов, Тигиев, Маурисио, Боккетти, Ещенко, Ананидзе, Тимофеев, Самедов. Главный тренер: Массимо Каррера. |             |           |                                                     |                                                                             |

| 16 апреля 2017 23 тур | Спартак (Москва)         | 2:1 (1:0)       | Зенит (Санкт-Петербург) | Москва                                                                       |
| 20:00 MSK | Промес 21′ · Самедов 80′ | отчёт 1 отчёт 2 | Дзюба 66′               | Стадион: «Открытие Арена» Зрителей: 43 333 Судья: Александр Егоров (Саранск) |
| Спартак: Ребров, Ещенко, Таски, Джикия, Комбаров, Фернандо, Глушаков , Зобнин, Ананидзе (Самедов, 61), Попов (Мельгарехо, 74), Промес 85'. Запасные: Песьяков, Селихов, Тигиев, Маурисио, Боккетти, Кутепов, Тимофеев, Леонтьев, Мелкадзе. Главный тренер: Массимо Каррера. · Зенит: Лунёв, Смольников, Кришито, Нету, Иванович, Эрнани (Шатов, 46), Юсупов (Маурисио, 79), Жулиано (Джорджевич, 88), Кокорин, Дзюба. Запасные: Лодыгин, Рудаков, Анюков, Цаллагов, Хави Гарсия, Жирков, Мак, Молло, Кержаков. Главный тренер: Мирча Луческу. |                          |                 |                         |                                                                              |

| 22 апреля 2017 24 тур | Ростов (Ростов-на-Дону)                  | 3:0 (2:0)       | Спартак (Москва) | Ростов-на-Дону                                                           |
| 16:30 MSK | Бухаров 23′ · Гацкан 45+3′ · Бухаров 50′ | отчёт 1 отчёт 2 |                  | Стадион: Олимп-2 Зрителей: 11 800 Судья: Михаил Вилков (Нижний Новгород) |
| Ростов: Медведев, Навас, Мевля, Симич, Байрамян 43', Калачёв (Терентьев, 29), Гацкан , Нобоа, Ерохин, Полоз (Могилевец, 78), Бухаров (Азмун, 61) 79'. Запасные: Гошев, Комиссаров, Сорокин, Препелицэ, Девич. Главный тренер: Иван Данильянц. · Спартак: Ребров, Таски, Кутепов (Мельгарехо, 57), Джикия, Фернандо (Ещенко, 68), Комбаров, Глушаков 75', Зобнин, Ананидзе, Попов (Самедов, 46), Промес. Запасные: Песьяков, Селихов, Боккетти, Маурисио, Тигиев, Леонтьев, Тимофеев. Главный тренер: Массимо Каррера. |                                          |                 |                  |                                                                          |

| 25 апреля 2017 25 тур | Спартак (Москва) | 1:0 (1:0)       | Урал (Екатеринбург) | Москва                                                                          |
| 19:30 MSK | Фернандо 23′     | отчёт 1 отчёт 2 |                     | Стадион: «Открытие Арена» Зрителей: 30 823 Судья: Владимир Сельдяков (Балашиха) |
| Спартак: Ребров , Ещенко, Таски, Джикия, Комбаров, Фернандо, Зобнин, Самедов (Тигиев, 88), Мельгарехо, Попов (Ананидзе, 71), Промес. Запасные: Песьяков, Селихов, Маурисио, Боккетти, Кутепов, Тимофеев, Леонтьев, Давыдов. Главный тренер: Массимо Каррера. Урал: Заболотный, Табидзе, Балажиц, Динга (Манучарян, 46), Данцев, Павленко, Лунгу, Кулаков, Димитров (Ломакин, 82), Ильин, Коробов (Серченков, 77). Запасные: Арапов, Ан. Тимофеев, Ставпец, Нивиков, Панков, Меркулов, Глушков, Юсупов, Щербаков. Главный тренер: Александр Фёдорович Тарханов. |                  |                 |                     |                                                                                 |

| 30 апреля 2017 26 тур | ЦСКА (Москва)     | 1:2 (1:1)       | Спартак (Москва)                | Москва                                                                            |
| 17:15 MSK | А. Березуцкий 45′ | отчёт 1 отчёт 2 | Луис Адриано 32′ · Глушаков 51′ | Стадион: ВЭБ Арена Зрителей: 27 352 Судья: Владислав Безбородов (Санкт-Петербург) |
| ЦСКА: Акинфеев, Фернандес, Васин (Чалов, 90+2), А. Березуцкий, В. Березуцкий, Набабкин (Тошич, 46), Вернблум, Натхо, Головин, Ионов (Оланаре, 64), Витиньо. Запасные: Помазан, Овчинников, Игнашевич, Миланов, Щенников, Гордюшенко, Жамалетдинов, Кучаев. Главный тренер: Виктор Михайлович Ганчаренко. Спартак: Ребров, Ещенко, Таски, Джикия, Комбаров, Фернандо, Глушаков (к), Зобнин, Попов (Ананидзе, 84), Промес, Луис Адриано (Зе Луиш, 46). Запасные: Песьяков, Селихов, Боккетти, Тигиев, Кутепов, Маурисио, Тимофеев, Леонтьев, Самедов, Мельгарехо. Главный тренер: Массимо Каррера. |                   |                 |                                 |                                                                                   |

| 6 мая 2017 27 тур* | Спартак (Москва)  | 1:0 (1:0) | Томь (Томск) | Москва                                                                    |
| 19:00 MSK | Промес 15′ (пен.) | отчёт 1   |              | Стадион: «Открытие Арена» Зрителей: 42 070 Судья: Алексей Сухой (Люберцы) |
| Спартак: Ребров, Ещенко, Таски, Джикия, Комбаров, Фернандо, Глушаков (к), Зобнин, Попов (Ананидзе, 58), Промес, Зе Луиш (Луис Адриано, 62). Запасные: Песьяков, Селихов, Тигиев, Маурисио, Боккетти, Кутепов, Тимофеев, Леонтьев, Самедов, Мельгарехо. Главный тренер: Массимо Каррера. Томь: Солосин, Пульич, Карымов (Осипов, 46), Сасин (Салахутдинов, 84), Чуперка, Попов, Пугин, Голышев, Гвинейский (Большунов, 70),Соболев. Запасные: Мелихов, Букачёв, Науменко. Главный тренер: Валерий Юрьевич Петраков. |                   |           |              |                                                                           |

| 13 мая 2017 28 тур | Амкар (Пермь) | 0:1 (0:0) | Спартак (Москва) | Пермь                                                                     |
| 14:30 MSK |               | отчёт     | Самедов 50′      | Стадион: Звезда Зрителей: 12 300 Судья: Сергей Лапочкин (Санкт-Петербург) |
| Амкар: Хомич, Милькович, Занев 76', Зайцев, Гиголаев (Прокофьев, 86), Идову, Гол, Баланович (Костюков, 60), Комолов (Салугин, 77), Гасилин, Бодул. Запасные: Будаков, Вамбольт, Черенчиков, Хурцидзе, Мищенко, Шиндер. Главный тренер: Гаджи Муслимович Гаджиев. · Спартак: Селихов, Тигиев, Джикия, Боккетти, Кутепов, Леонтьев, Глушаков (Тимофеев, 73), Самедов, Ананидзе, Мельгарехо (Промес, 58), Луис Адриано (Зе Луиш, 58). Запасные: Песьяков, Ребров, Комбаров, Маурисио, Ещенко, Таски, Зобнин, Фернандо, Попов. Главный тренер: Массимо Каррера. |               |           |                  |                                                                           |

| 17 мая 2017 29 тур | Спартак (Москва)               | 3:0 (2:0) | Терек (Грозный) | Москва                                                                              |
| 19:30 MSK | Глушаков 15′, 19′ · Промес 74′ | отчёт     |                 | Стадион: «Открытие Арена» Зрителей: 43 602 Судья: Кирилл Левников (Санкт-Петербург) |
| Спартак: Ребров, Ещенко, Таски, Боккетти, Комбаров, Фернандо, Промес, Глушаков (Самедов, 69), Попов (Ананидзе, 62), Зобнин, Зе Луиш (Луис Адриано, 65). Запасные: Песьяков, Селихов, Джикия, Тигиев, Кутепов, Маурисиу, Тимофеев, Леонтьев, Мельгарехо. Главный тренер: Массимо Каррера. Терек: Городов, Уциев, Семёнов, Анхель, Родолфо (Роши, 76), Мохаммади, Кузяев, Пирис, Лебеденко (Митришев, 83), Иванов (Бериша, 89), Мбенг. Запасные: Годзюр, Дьёмбер, Плиев, Кадыров, Грозав, Торже, Мирзов, Садаев, Балай. Главный тренер: Рашид Маматкулович Рахимов. |                                |           |                 |                                                                                     |

| 21 мая 2017 30 тур | Арсенал (Тула)               | 3:0 (2:0) | Спартак (Москва) | Тула                                                                  |
| 15:00 MSK | Расич 3′, 63′ · Максимов 24′ | отчёт     |                  | Стадион: «Арсенал» Зрителей: 20 000 Судья: Александр Егоров (Саранск) |
| Арсенал: Габулов, К. Комбаров, Беляев, Сунзу (Денисов, 46), Григалава, Берхамов (Шевченко, 75), Думбия, Боурчану, Александров, Максимов, Расич. Запасные: Левашов, Ершов, Хагуш, Аджоев, Стеклов, Вергара, Горбатенко, Буранов, Власов, Иванов. Главный тренер: Сергей Вячеславович Кирьяков. Спартак: Песьяков, Тигиев (Зобнин, 57), Боккетти, Маурисио, Джикия, Фернандо, Глушаков , Самедов (Д. Комбаров, 57), Попов (Ананидзе, 64), Промес, Луис Адриано. Запасные: Селихов, Таски, Ещенко, Кутепов, Леонтьев, Мельгарехо. Главный тренер: Массимо Каррера. |                              |           |                  |                                                                       |

## Лига Европы УЕФА 2016/17
Заняв 5-е место в чемпионате России 2015/16, клуб получил право выступать в Лиге Европы сезона 2016/17, начав с 3-го квалификационного раунда.
Третий квалификационный раунд
| 28 июля 2016 года первый матч | АЕК (Ларнака)   | 1:1 (0:1) | Спартак            | Ларнака                                                                    |
| 20:00 MSK | Андре Алвес 65′ | отчёт1    | 38′ Джано Ананидзе | Стадион: "Антонис Пападопулос" Зрителей: 4212 Судья: Алехандро Эрнандес () |
| АЕК (Ларнака): Миньо, Мойсов, Катала 35', Ларена, Алвес 65′, Томас 64', Тете (Хараламбидес 76'), Тричковски, Болевич, Ортис, Хараламбус (Янну 84'). Тренер:Иманоль Идьякес · Спартак: Ребров, Ананидзе 38′ (Мелкадзе 72'), Глушаков 90+1', Зуиш, Промес, Боккетти, Кутепов, Комбаров 49', Ещенко, Зобнин 10', Попов (Зуев 59'). Тренер: Дмитрий Аленичев |                 |           |                    |                                                                            |

| 4 августа 2016 года ответный матч | Спартак | 0:1 (0:0) | АЕК (Ларнака)  | Москва                                                               |
| 19:30 MSK |         | отчёт     | Тричковски 89′ | Стадион: Открытие Арена Зрителей: 24 017 Судья: Александер Харкам () |
| Спартак: Ребров 82' , Ещенко (Мельгарехо, 90), Макеев 77', Кутепов, Боккетти, Комбаров, Фернандо, Ананидзе (Глушаков, 46), Зобнин (Ромуло, 68), Промес, Зе Луиш. · АЕК (Ларнака): Миньо, Мойшов, Катала , Ларена, Альвес, Томас, Тете (Эглезу, 88), Тричковски, Больевич (Акорон, 84), Ортис, Мурильо 79'(Хараламбидис, 81). |         |           |                |                                                                      |

- На Викискладе есть медиафайлы по теме матча «Спартак — АЕК Ларнака»

## Кубок России 2016/17
Основная статья: Кубок России по футболу 2016/2017
В первой для себя стадии кубка страны московский клуб отправился на выезд в Хабаровск, к местному СКА-Хабаровск.

### 1/16 финала
| 21 сентября 2016 | СКА-Хабаровск | 1:0 (0:0)       | Спартак (Москва) | Хабаровск                                                                |
| 12:00 MSK | Никифоров 58′ | отчёт 1 отчёт 2 |                  | Стадион: Стадион имени Ленина Зрителей: 13 000 Судья: А. Чистяков (Азов) |
| СКА-Хабаровск: Довбня 90+4', Удалый, Микуцкис, Эдиев 50', Кацаев, Калинский, Карасёв, Черевко 41', Булия (Дедечко, 36) 90+1', Лескано (Кобялко, 66) 90+1', Никифоров (Казанков, 76). Главный тренер: Александр Витальевич Григорян. · Спартак: Песьяков, Таски, Кутин, Маурисио, Комбаров , Зуев (Промес, 55), Попов (Луиш, 62), Ромуло 45', Фернандо 54', Мелкадзе (Зобнин, 68), Давыдов. Главный тренер: Массимо Каррера. |               |                 |                  |                                                                          |

На этой стадии «Спартак» закончил свою игру в Кубке России.

## Чемпионат России 2016/17 (молодёжный состав)
Как и в предыдущие годы, параллельно с чемпионатом проходит турнир молодёжных команд.

### Результаты матчей
| 30 июля 2016 1 тур | Спартак-мол. (Москва) | 2:0 (2:0) | Арсенал-мол. (Тула) | Москва                                                       |
|                    |                       |           |                     | Стадион: Спартак Зрителей: 300 Судья: А. Машлякевич (Москва) |

| 7 августа 2016 2 тур | Спартак-мол. (Москва) | 4:0 (1:0) | Крылья Советов-мол.(Самара) | Москва                                                    |
|                      |                       |           |                             | Стадион: Спартак Зрителей: 200 Судья: Р. Сафьян (Москва). |

| 12 августа 2016 3 тур | Рубин-мол. (Казань) | 3:3 (0:1) | Спартак-мол. (Москва) | Казань                                  |
|                       |                     |           |                       | Зрителей: 300 Судья: А. Чулкин (Ижевск) |

| 21 августа 2016 4 тур | Спартак-мол. (Москва) | 2:0 (0:0) | Краснодар-мол. | Москва        |
|                       |                       |           |                | Зрителей: 300 |

| 27 августа 2016 5 тур | Анжи-мол. (Махачкала) | 2:1 (1:1) | Спартак-мол. (Москва) | Махачкала     |
|                       |                       |           |                       | Зрителей: 650 |

| 10 сентября 2016 6 тур | Спартак-мол. (Москва) | 2:0 (2:0) | Локомотив-мол. (Москва) | Москва |

| 15 сентября 2016 7 тур | Оренбург-мол. | 0:2 (0:2) | Спартак-мол. (Москва) | Оренбург |

| 24 сентября 2016 7 тур | Спартак-мол. (Москва) | 4:0 (1:0) | Уфа-мол. | Москва                                  |
| |                       |           |          | Зрителей: 100 Судья: В. Тихонов (Псков) |
| Спартак-мол.: Максименко (Аверкиев, 80), Рассказов, Миронов (Феофилактов, 86), Мамин, Сокол (Красильниченко, 62), Цыганков, Полубояринов (Володкин, 46), Бабаев (к), Ломовицкий (Мазуров, 81), Горовых (Киселёв, 75), Никулин (Маликов, 65). Запасные: Лазарев, Гордеочук, Костылев, Шигорев. Уфа-мол.: Сарнавский, Хазиев, Дивеев (Ташбулатов, 89), Филин, Попов (Зизенков, 46), Егоров (Валиахметов, 83), Зарипов, Криворог, Блинников, Юсупов (Емельянов, 63), Журавлёв (Виденеев, 90). Запасные: Ефимов, Сидоров. |                       |           |          |                                         |

| 1 октября 2016 9 тур | Зенит-мол.                            | 3:0 (2:0) | Спартак-мол. (Москва) | Санкт-Петербург                                                       |
| | Некрасов 2′ · Вяткин 29′ · Макеев 59′ | отчёт     |                       | Стадион: МСА Петровский Зрителей: 500 Судья: М. Руденко (Калининград) |
| Зенит-мол.: Обухов, Пенчиков (Байрамов, 90+2), Мареев (Шалимов, 88), Вяткин, Запрягаев, Мусаев (Каккоев, 90+3), Котов (Бойцов, 86), Плетнёв (Кириллов, 68), Макеев, Некрасов (Вартанян, 82), Денисов (Колдунов, 89). Спартак-мол.: Аверкиев, Рассказов, Миронов, Мамин, Сокол, Цыганков, Полубояринов (Володкин, 63), Бабаев (к), Синодзука (Киселёв, 46. Красильниченко, 81), Горовых (Мазуров, 63), Руденко (Никулин, 46). |                                       |           |                       |                                                                       |

| 15 октября 2016 10 тур | Спартак-мол. (Москва)    | 1:2 (0:0) | Ростов-мол.               | Москва                                                     |
| | Никулин (Ломовицкий) 57′ | отчёт 1   | Соболь 52′ · Соловьёв 71′ | Стадион: «Спартак» Зрителей: 150 Судья: Д. Кисель (Москва) |
| Спартак-мол.: Максименко, Рассказов (Красильниченко, 32), Миронов, Мамин, Сокол, Горовых (Никулин, 56), Цыганков, Бабаев (к) (Маликов, 76), Ломовицкий, Рудковский, Руденко. Запасные: Аверкиев, Лазарев, Феофилактов, Гордеочук, Киселёв, Костылев, Шигорев, Разделкин. Ростов-мол.: Гошев, Шаповалов, Христис, Тананаев, Скопнцев, Нескоромный, Забродин, Соболь (Мкртчян, 90+2), Захаров (Сиденко, 46), Ярошенко (Вебер, 66), Соловьёв (Дулаев, 78). Запасные: Комиссаров, Сухомлинов, Карнута. |                          |           |                           |                                                            |

| 21 октября 2016 11 тур | Урал-мол.  | 1:1 (1:0) | Спартак-мол. (Москва)                      | Екатеринбург                                                                    |
| | Юсупов 23′ | отчёт 1   | Киселёв (Полубояринов, Красильниченко) 87′ | Стадион: Футбольный манеж «Урал» Зрителей: 300 Судья: А. Петренко (Новосибирск) |
| Урал-мол.: Тимофеев, Меркулов (Шалин, 46; Бунаков, 89), Кочнев (Корелин, 79), Горин, Нисафутдинов, Сулейманов (Дрожалкин, 83), Голубцов, Валиахметов (Блинов, 46), Гавтадзе, Решетников, Юсупов. Запасные: Шубин, Власенко, Шептий, Исраелян, Кузнецов, Бердников. Спартак-мол.: Максименко, Щербаков (Бабаев, 69), Миронов (к), Мамин, Сокол (Красильниченко, 67), Полубояринов, Цыганков, Рудковский (С.Бакаев, 15), Ломовицкий (Киселёв, 77), Никулин, Маликов (Горовых, 56). Запасные: Аверкиев, Костылев. |            |           |                                            |                                                                                 |

| 28 октября 2016 12 тур | Спартак-мол. (Москва)                                              | 2:1 (2:1) | ЦСКА-мол. (Москва)                   | Москва                                                   |
| 14:00 MSK | Мамин (Пантелеев - штрафной) 18′ · Мамин (Пантелеев - угловой) 29′ | отчёт 1   | Кучаев 30′ · Жамалетдинов 75' (пен.) | Стадион: Спартак Зрителей: 300 Судья: Р. Чернов (Москва) |
| Спартак-мол.: Максименко, Рассказов (Сокол, 64), Миронов (к), Мамин, Красильниченко (Щербаков, 90+1), Цыганков, Полубояринов, Синодзука (С. Бакаев, 77), Ломовицкий (Никулин, 86), Пантелеев (Горовых, 83), Руденко (Бабаев, 64). Запасные: Аверкиев, Маликов, Феофилактов, Никулин, Киселёв, Костылев, Разделкин. Москва: Овчинников, Титов, Алибеков, Кривулькин, Леонов, Пухов (Ферапонтов, 51), Жамалетдинов, Маклаков, Хосонов, Олейников, Кучаев. Запасные: Кырнац, Анисимов, Станиславлевич, Евтушенко, Неплюев. |                                                                    |           |                                      |                                                          |

| 4 ноября 2016 13 тур | Томь-мол. (Томск) | 0:0 (0:0) | Спартак-мол. (Москва) | Томск                                                       |
| 10:00 MSK |                   | отчёт 1   |                       | Стадион: Темп Зрителей: 200 Судья: С. Цыганок (Владивосток) |
| Томск: Мелихов, Букачёв, Чернышов, Яблонски (Осипов, 74), Карымов, Сасин (к), Макурин (Зорин, 61; Огарёв, 89), Кудряшов (Антух, 52), Большунов, Гвинейский, Рыков (Науменко, 58). Запасные: Зубчихин, Митерев, Баблюк, Кузьмин. Спартак-мол.: Максименко, Рассказов, Миронов , Мамин, Красильниченко (Феофилактов, 90+4), Костылев, Цыганков, С. Бакаев (Мазуров, 66; Орехов, 84), Никулин (Маликов, 84), Горовых (Киселёв, 65), Бабаев. Запасные: Лазарев, Разделкин. Главный тренер: Дмитрий Гунько. |                   |           |                       |                                                             |

| 19 ноября 2016 14 тур | Спартак-мол. (Москва) | 3:1 (2:0) | Амкар-мол. (Пермь) | Москва                                                        |
| 13:00 MSK |                       | отчёт 1   |                    | Стадион: «Спартак» Зрителей: 100 Судья: А. Лапатухин (Москва) |
| Спартак-мол.: Аверкиев (Максименко, 86), Рассказов (Шигорев, 84), Мамин (к), Костылев (Феофилактов, 90), Красильниченко, Горовых (Разделкин, 85), Цыганков, Никулин (Киселёв, 86), Ломовицкий, Маликов (Гордеочук, 90), Бабаев. Запасной: Лазарев. Амкар-мол. (Пермь): Аржевитин (Красильников, 46), Аушев, Мосунов, Кондрашов (Енев, 71), Бурков, Ромащенко, Вазитдинов (Мелехов, 88), Парамонов, Филиппов, Чухланцев (Краев, 76), Гусейнов. |                       |           |                    |                                                               |

| 25 ноября 2016 15 тур | Терек-мол. (Грозный) | 2:0 (2:0) | Спартак-мол. (Москва) | Грозный |
|                       |                      | отчёт 1   |                       |         |

| 30 ноября 2016 16 тур | Крылья Советов-мол. (Самара) | 0:2 (0:1) | Спартак-мол. (Москва) | Самара |
|                       |                              | отчёт 1   |                       |        |

| 4 декабря 2016 17 тур | Спартак-мол. (Москва) | 6:2 (1:1) | Рубин-мол. (Казань) | Москва |
|                       |                       | отчёт 1   |                     |        |

| 4 марта 2017 18 тур | Краснодар-мол. | 2:2 (1:1) | Спартак-мол. (Москва) | Краснодар |

| 11 марта 2017 19 тур | Спартак-мол. (Москва) | 9:1 (3:1) | Анжи-мол. (Махачкала) | Москва |

| 17 марта 2017 20 тур | Локомотив-мол. (Москва) | 1:2 (0:1) | Спартак-мол. (Москва) | Москва |

| 2 апреля 2017 21 тур | Спартак-мол. (Москва) | 3:2 (3:1) | Оренбург-мол. | Москва |

| 8 апреля 2017 22 тур | Уфа-мол. | 1:6 (0:1) | Спартак-мол. (Москва) | Уфа |

| 15 апреля 2017 23 тур | Спартак-мол. (Москва) | 2:1 (1:0) | Зенит-мол. (Санкт-Петербург) | Москва |

| 21 апреля 2017 24 тур | Ростов-мол. (Ростов-на-Дону) | 0:1 (0:0) | Спартак-мол. (Москва) | Ростов-на-Дону |

| 24 апреля 2017 25 тур | Спартак-мол. (Москва) | 4:1 (3:0) | Урал-мол. (Екатеринбург) | Москва |

| 29 апреля 2017 26 тур | ЦСКА-мол. (Москва) | 2:2 (1:1) | Спартак-мол. (Москва) | Москва |

| 5 мая 2017 27 тур | Спартак-мол. (Москва) | 5:1 (0:1) | Томь-мол. (Томск) | Москва |

| 12 мая 2017 28 тур | Амкар-мол. (Пермь) | 0:4 (0:1) | Спартак-мол. (Москва) | Пермь |

| 16 мая 2017 29 тур | Спартак-мол. (Москва) | 1:0 (0:0) | Терек-мол. (Грозный) | Москва |

| 21 мая 2017 30 тур | Арсенал-мол. (Тула) | 0:2 (0:1) | Спартак-мол. (Москва) | Тула |

## Первенство ФНЛ 2016/17 (вторая команда)

### Результаты матчей
| 11 июля 2016 1 тур | Спартак-2 (Москва) | 0:0 (0:0) | Сибирь (Новосибирск) | Москва          |
|                    |                    |           |                      | Зрителей: 1 100 |

| 16 июля 2016 2 тур | Спартак-мол. (Москва) | 2:0 (0:0) | Мордовия (Саранск) | Москва          |
|                    |                       |           |                    | Зрителей: 1 500 |

| 23 июля 2016 3 тур | Спартак-2 (Москва) | 1:0 (1:0) | Кубань (Краснодар) | Москва                                                          |
|                    |                    |           |                    | Стадион: «Спартак» Зрителей: 1 300 Судья: Р. Галимов (Улан-Удэ) |

| 27 июля 2016 4 тур | Факел (Воронеж) | 1:1 (1:1) | Спартак-2 (Москва) | Воронеж                                                                              |
|                    |                 |           |                    | Стадион: Центральный стадион профсоюзов Зрителей: 10 600 Судья: Д. Шпилёв (Белгород) |

| 1 августа 2016 5 тур | Спартак-2 (Москва) | 3:2 (3:1) | Сокол (Саратов) | Москва                                                                |
| |                    |           |                 | Стадион: «Спартак» Зрителей: 750 Судья: В. Казарцев (Санкт-Петербург) |
| Спартак-2: Филиппов, Паршивлюк (Кутин, 46), Хомуха, Гранат, Шанбиев, Гулиев (Рудковский, 62), Самсонов (к), Мелкадзе, Яковлев, Давыдов (Пантелеев, 74), Федчук (Руденко, 62). Запасные: Терёшкин, Щербаков, Бакаев. Сокол (Саратов): Фёдоров, Климов, Васянович, Магадиев (Пасько, 80), Ходырев, Хрущёв (Домашинский, 67), Платика (Паштов, 52), Дудолев (Перченок, 46), Мануковский, Романенко, Галыш. Запасные: Сугробов, Семёнов. |                    |           |                 |                                                                       |

| 6 августа 2016 6 тур | Шинник (Ярославль) | 4:0 (1:0) | Спартак-2 (Москва) | Ярославль                                                      |
| |                    |           |                    | Стадион: «Шинник». Зрителей: 3 500 Судья: А. Борисов (Самара). |
| Шинник (Ярославль): Яшин, Ятченко, Цховребов, Евсеев, Гоцук, Царикаев, Нетфуллин (Троянов, 68), Султонов (Митасов, 73), Лаук (Ослоновский, 62), Низамутдинов, Подоляк (Земсков, 46). Запасные: Малышев, Чистяков, Мугинов. Спартак-2: Филиппов, Паршивлюк, Щербаков, Гранат, Шанбиев, Гулиев, Самсонов (к) (Тимофеев, 76), Мелкадзе (Леонтьев, 58), Яковлев (Бакаев, 46), Давыдов, Федчук (Пантелеев, 62). Запасные: Терёшкин, Савичев, Руденко. |                    |           |                    |                                                                |

| 13 августа 2016 7 тур | Спартак-2 (Москва) | 2:3 (0:1) | Тюмень | Москва                                                          |
|                       |                    |           |        | Стадион: «Спартак» Зрителей: 300 Судья: В. Сельдяков (Балашиха) |

| 17 августа 2016 8 тур | Енисей (Красноярск) | 0:4 (0:1) | Спартак-2 (Москва) | Красноярск                                                        |
|                       |                     |           |                    | Стадион: «Спартак» Зрителей: 5 100 Судья: А. Анопа (Благовещенск) |

| 22 августа 2016 9 тур | Динамо (Москва) | 2:1 (1:1) | Спартак-2 (Москва) | Москва                                                           |
|                       |                 |           |                    | Стадион: «Арена Химки» Зрителей: 7 162 Судья: Е. Турбин (Москва) |

| 28 августа 2016 10 тур | Балтика (Калининград) | 1:2 (1:0) | Спартак-2 (Москва) | Калининград                                                     |
|                        |                       | отчёт     |                    | Стадион: «Балтика» Зрителей: 2 900 Судья: Н. Волошин (Смоленск) |

| 19 марта 2017 27 тур | Спартак-2 (Москва) | 1:1 (0:0) | Динамо (Москва) | Москва                                                                   |
|                      | Мелкадзе 90+1′     | отчёт     | Сапета 53′      | Стадион: «Открытие Арена» Зрителей: 10 355 зрителей Судья: Алексей Сухой |

| 6 мая 2017 35 тур | Спартак-2 (Москва) | 1:2 (0:1) | Тамбов                     | Москва                                                                   |
| 13:00             | Давыдов 90+1′      | отчёт     | Шевчук 36′ · Часовских 71′ | Стадион: «Открытие Арена» Зрителей: 500 зрителей Судья: П. Кукуян (Сочи) |

## Товарищеские матчи

### Основной состав
| 25 июня 2016 | Спартак (Москва) | 2:1 (1:1) | Арсенал (Тула) | Москва |

| 3 июля 2016 | Спартак (Москва) | 2:1 (2:0) | Рудар (Веленье) | Филлах |

| 5 июля 2016 | Спартак (Москва) | 1:0 (0:0) | Истра 1961 | Филлах |

| 9 июля 2016 | Спартак (Москва) | 2:0 (0:0) | Сараево | Фёлькермаркт |

| 17 июля 2016 | Спартак (Москва) | 3:1 (1:1) | Янг Бойз (Берн) | Абтвиль |

| 22 июля 2016 | Спартак (Москва) | (0:1)                                      | Штутгарт | Грассау |
|              |                  | матч прерван из-за плохих погодных условий |          |         |

| 28 января 2017 | Спартак (Москва) | 5:1 (3:1) | Жилина-2 | Абу-Даби                                     |
| 16-00 |                  | отчёт     |          | Стадион: «Шейх Зейд» Судья: Х. Эль-Хасули () |
| Спартак: Песьяков (Селихов, 46), Ещенко (Кутин, 46), Кутепов (Маурисио, 46), Джикия, Комбаров (к) (Макеев, 46), Фернандо (Тимофеев, 46), Зобнин (Гулиев, 46), Самедов (Давыдов, 46), Мельгарехо (Зуев, 46), Попов (Ананидзе, 46), Луис Адриано. Тренер: Массимо Каррера. |                  |           |          |                                              |

| 31 января 2017 | Спартак (Москва) | 2:1 (1:1) | Копенгаген | Абу-Даби                                            |
| 19-00 |                  | отчёт     |            | Стадион: «Шейх Зейд» Судья: А. Аль-Балуши (Оман) () |
| Спартак: Ребров (Селихов, 46), Ещенко (Макеев, 63), Маурисио, Джикия, Комбаров, Фернандо (Тимофеев, 78), Зобнин (Зуев, 63), Глушаков (к), Самедов (Давыдов, 77), Попов (Ананидзе, 46), Луис Адриано (Мельгарехо, 46). Запасной: Гулиев. |                  |           |            |                                                     |

| 10 февраля 2017 | Спартак (Москва) | 1:1 (1:0) | Осиек | Ла-Линеа-де-Консепсьон                               |
| 19-00           |                  | (отчёт)   |       | Стадион: Муниципальный стадион Судья: А. Эрнандес () |

| 25 марта 2017 | Црвена Звезда (Белград) | 2:1 (1:1) | Спартак (Москва)      | Белград                                                        |
|               | Мельгарехо 25′          | отчёт     | Канга 44′ · Милич 55′ | Стадион: Райко Митич Зрителей: 25 000 зрителей Судья: М. Мажич |

## Достижения

### Командные
| Турнир                                                     | Достижение          |
| ---------------------------------------------------------- | ------------------- |
| Чемпионат России по футболу 2016/2017                      | Победитель (10 раз) |
| Чемпионат России по футболу 2016/2017 (молодёжные составы) | Победитель (6 раз)  |

### Индивидуальные
| Нац.             | Номер | Игрок             | Достижение                                                                       | *             |
| ---------------- | ----- | ----------------- | -------------------------------------------------------------------------------- | ------------- |
| Флаг Болгарии    | 71    | Ивелин Попов      | Футболист года в Болгарии (сезон 2016)                                           |               |
| Флаг России      | 8     | Денис Глушаков    | Попадание в «Команду сезона» FIFA 17 (Gold)                                      | [ 36 ]        |
| Флаг Кабо-Верде  | 9     | Зе Луиш           | Лучший игрок (MVP) РФПЛ в октябре                                                | [ 37 ]        |
| Флаг России      | 8     | Денис Глушаков    | Лучший игрок (MVP) РФПЛ в ноябре/декабре                                         | [ 38 ]        |
| Флаг Нидерландов | 10    | Квинси Промес     | Лучший игрок (MVP) РФПЛ в апреле                                                 | [ 39 ]        |
| Флаг Нидерландов | 10    | Квинси Промес     | Лучший игрок (MVP) РФПЛ в сезоне 2016/2017                                       | [ 40 ]        |
| Флаг России      | 8     | Денис Глушаков    | Лучший футболист сезона в РФПЛ (по версии РФС)                                   | [ 41 ]        |
| Флаг Грузии      | 7     | Джано Ананидзе    | Лучший игрок (MVP) 1 тура в РФПЛ                                                 | [ 42 ]        |
| Флаг Кабо-Верде  | 9     | Зе Луиш           | Лучший игрок (MVP) 4 тура в РФПЛ                                                 | [ 43 ]        |
| Флаг Нидерландов | 10    | Квинси Промес     | Лучший игрок (MVP) 6 тура в РФПЛ                                                 | [ 44 ]        |
| Флаг Нидерландов | 10    | Квинси Промес     | Лучший игрок (MVP) 7 тура в РФПЛ                                                 | [ 45 ]        |
| Флаг Кабо-Верде  | 9     | Зе Луиш           | Лучший игрок (MVP) 12 тура в РФПЛ                                                | [ 37 ]        |
| Флаг России      | 8     | Денис Глушаков    | Лучший игрок (MVP) 14 тура в РФПЛ                                                | [ 46 ]        |
| Флаг России      | 32    | Артём Ребров      | Лучший игрок (MVP) 15 тура в РФПЛ                                                | [ 47 ]        |
| Флаг России      | 8     | Денис Глушаков    | Лучший игрок (MVP) 17 тура в РФПЛ                                                | [ 48 ]        |
| Флаг России      | 19    | Александр Самедов | Лучший игрок (MVP) 19 тура в РФПЛ                                                | [ 49 ]        |
| Флаг России      | 47    | Роман Зобнин      | Лучший игрок (MVP) 21 тура в РФПЛ                                                | [ 50 ]        |
| Флаг Нидерландов | 10    | Квинси Промес     | Лучший игрок (MVP) 22 тура в РФПЛ                                                | [ 51 ]        |
| Флаг Нидерландов | 10    | Квинси Промес     | Лучший игрок (MVP) 23 тура в РФПЛ                                                | [ 52 ]        |
| Флаг России      | 8     | Денис Глушаков    | Лучший игрок (MVP) 26 тура в РФПЛ                                                | [ 53 ]        |
| Флаг России      | 8     | Денис Глушаков    | Лучший игрок (MVP) 29 тура в РФПЛ                                                | [ 54 ]        |
| Флаг Нидерландов | 10    | Квинси Промес     | Попадание в «Team of the Week» FIFA 17 (Week 1)                                  | [ 55 ]        |
| Флаг Кабо-Верде  | 9     | Зе Луиш           | Попадание в «Team of the Week» FIFA 17 (Week 7)                                  | [ 56 ]        |
| Флаг Нидерландов | 10    | Квинси Промес     | Попадание в «Team of the Week» FIFA 17 (Week 31)                                 | [ 57 ] [ 58 ] |
| Флаг Болгарии    | 71    | Ивелин Попов      | Попадание в «Team of the Week» FIFA 17 (Week 33)                                 | [ 59 ]        |
| Флаг России      | 23    | Дмитрий Комбаров  | № 1 в списке 33-х лучших игроков чемпионата России (левый защитник)              | [ 60 ]        |
| Флаг Бразилии    | 11    | Фернандо          | № 1 в списке 33-х лучших игроков чемпионата России (опорный полузащитник)        | [ 60 ]        |
| Флаг Нидерландов | 10    | Квинси Промес     | № 1 в списке 33-х лучших игроков чемпионата России (правый полузащитник)         | [ 60 ]        |
| Флаг России      | 8     | Денис Глушаков    | № 1 в списке 33-х лучших игроков чемпионата России (центральный полузащитник)    | [ 60 ]        |
| Флаг России      | 47    | Роман Зобнин      | № 1 в списке 33-х лучших игроков чемпионата России (левый полузащитник)          | [ 60 ]        |
| Флаг России      | 32    | Артём Ребров      | № 2 в списке 33-х лучших игроков чемпионата России (вратарь)                     | [ 60 ]        |
| Флаг России      | 14    | Георгий Джикия    | № 2 в списке 33-х лучших игроков чемпионата России (левый центральный защитник)  | [ 60 ]        |
| Флаг Кабо-Верде  | 9     | Зе Луиш           | № 2 в списке 33-х лучших игроков чемпионата России (правый нападающий)           | [ 60 ]        |
| Флаг Германии    | 35    | Сердар Таски      | № 3 в списке 33-х лучших игроков чемпионата России (правый центральный защитник) | [ 60 ]        |
| Флаг России      | 19    | Александр Самедов | № 3 в списке 33-х лучших игроков чемпионата России (правый полузащитник)         | [ 60 ]        |